# 외부성
외부성(外部性, 영어: externality) 또는 외부효과는 경제적 활동이 제3자에게 의도하지 않은 편익이나 비용을 발생시키면서 그에 대한 대가가 지불되지 않을 때 발생한다.
개별 경제 주체는 대가가 지불되지 않는 사회적 비용이나 편익을 고려하지 않고, 오로지 사적 편익과 비용만을 고려하여 행동한다. 그 결과 사회적으로 재화나 용역이 적정수준으로 생산, 소비되지 못하여 비효율적인 자원배분(inefficient allocation of resources)의 문제를 야기한다.
예를 들어, 생산시 공장에서 발생하는 환경오염은 공장 뿐만 아니라 인근 주택에도 공해를 야기하지만, 공장이 정화장치를 설치한다면 그 자신뿐만 아니라 주택의 공해 역시 줄인다. 그러나 공장은 전체적 편익과 비용을 고려하지 않기 때문에, 오염물질을 야기하는 생산을 지나치게 많이 하거나 정화장치를 설치하지 않게 된다. 공공의 이익과 관련된 재화나 용역의 경우에도 생산자와 소비자는 그 편익과 비용을 전부 고려하지 않기 때문에 사회적으로 바람직한 생산, 소비상태를 달성하지 못하게 된다.

## 경제학적 분석

### 긍정적 외부 효과

긍정적 외부 효과

긍정적 외부 효과는 제3자에게 의도하지 않은 편익이 발생할 때 일어난다. 따라서 사회적 한계 편익은 사적 한계편익보다 높아지게 된다. 그렇지만 개별 경제 주체는 사회적 편익을 고려하지 않고 사적 편익만을 고려하여 행동하기 때문에 사회적 최적 수량보다 적은 양이 생산된다. 이 때의 사중손실은 사회적 최적 수준보다 적게 생산됨으로써 발생하는 외부 편익을 얻지 못하게 되기 때문에 발생한다.
긍정적 외부효과가 발생할 때는 정부가 긍정적 외부효과를 일으키는 재화의 생산자에게 보조금을 지급하여 생산을 촉진하거나 정부가 직접 재화를 생산하는 방법으로 시장 실패를 교정할 수 있다.

### 부정적 외부 효과

부정적 외부 효과

부정적 외부 효과는 타인이 유발한 외부 비용으로 인해 사회적 비용이 사적 비용보다 더욱 크다. 수요-공급 곡선에서 수요곡선은 한계 편익을 의미하며, 시장 공급곡선은 사적 비용을 의미한다. 사회적 비용은 사적 비용에 외부 비용을 합한 것으로 사적 비용보다 위쪽에 위치하게 된다. 사회적 비용보다 사적 비용이 더 낮기 때문에, 재화는 사회적 최적 생산량보다 과다 생산되며, 그림에서의 노란 삼각형만큼의 사중손실이 발생한다. 외부 효과를 내부화하기 위해서는 사회적 최적 생산량에서의 한계 외부 비용(P*-P1)만큼의 세금을 부과하여 사회적 손실을 해소하게 된다.

## 예시

### 외부경제
- 양봉업자 주변의 과수원은 별도의 비용을 지불하지 않고도 꽃을 수분시킬 수 있다.
- 정원을 가꾸는 행위는 주변 사람들에게 경제적 이득을 포함한 혜택을 줄 수 있다.
- 전염성 질병 예방을 위한 노력 (예:백신)은 사회 전체에 긍정적인 영향을 끼친다.
- 획기적 발견으로 인해 사회 전체의 기술 수준 향상이 이루어질 수 있다.
- 교육을 통해 범죄율이 낮아짐으로 인한 사회 질서 유지가 가능하다.

### 외부불경제
- 화석 연료의 이용으로 인해 발생한 공장 매연이나 자동차 배기 가스 등의 대기 오염은 농작물에 피해를 주고, 각종 문화 유산이나 국민 건강에 악영향을 준다.
- 공장 폐수, 생활 하수 등의 무단 방류로 인한 수질 오염은 식물, 동물, 인간들에게 피해를 끼친다.
- 지나친 음주로 인해 발생한 음주 운전 및 교통 사고는 다른 사람에게 피해를 끼친다.
- 흡연으로 인한 질병, 불쾌감, 길거리 청결 유지를 위해 발생하는 비용 등
- 지나친 항생제 사용으로 인한 항생제 내성

## 참고 자료
- David Besanko; Ronald Braeutigam (2011). 〈17:Externalities and Public Goods〉. 《Microeconomics》 4판. Wiley. ISBN 978-0470-64606-9.